# Freifallzeit
Die Freifallzeit {\displaystyle t_{\mathrm {ff} }} bezeichnet in der Astronomie die Zeit, die eine ausgedehnte Gaswolke oder ein Stern unter der Wirkung ihrer eigenen Gravitation zum Kollaps auf einen Punkt benötigt, wenn alle Kräfte außer der Gravitation außer Acht gelassen werden. Das Modell ist aufgrund seiner Annahmen mehr dazu geeignet, die Formierung eines Sterns aus einer Gaswolke zu beschreiben (siehe Sternentstehung) als die Formierung eines Schwarzen Lochs aus einem Stern (siehe Gravitationskollaps).
Insbesondere wird in dem Modell vernachlässigt,
- dass durch den Kollaps Bindungsenergie frei wird, die zu einem Strahlungsdruck führt,
- dass die Atome des Sterns aufgrund des Pauli-Prinzips einander nicht beliebig nahe kommen können, was zu einem Entartungsdruck führt,
- und dass die Näherung der klassischen Beschreibung der Gravitation bei hohen Materiedichten zusammenbricht und eine Beschreibung durch die Allgemeine Relativitätstheorie erforderlich wird.

Unter Vernachlässigung dieser Aspekte ergibt sich für die Freifallzeit nach einer klassischen Berechnung für eine kugelförmige, homogene Gaswolke ohne innere Energie:
{\displaystyle t_{\mathrm {ff} }={\sqrt {\frac {\pi ^{2}R^{3}}{8GM}}}={\sqrt {\frac {3\pi }{32G\rho }}}}
Dabei sind
- {\displaystyle G} die Gravitationskonstante,
- {\displaystyle R} der Radius der Gaswolke,
- {\displaystyle M} ihre Masse und
- {\displaystyle \rho } ihre konstante Dichte.

## Herleitung
Für jede infinitesimal dünne Massenschale der Gaswolke im Abstand {\displaystyle r} vom Zentrum gilt in Verbindung mit dem Newtonschen Schalentheorem das Newtonsche Gravitationsgesetz:
{\displaystyle {\frac {\mathrm {d} ^{2}r}{\mathrm {d} t^{2}}}=-G{\frac {M_{r}}{r^{2}}}}
Dabei ist {\displaystyle M_{r}:=\rho \cdot {\tfrac {4\pi }{3}}r^{3}} die innerhalb dieser Schale befindliche Masse. Diese bleibt während des Kollapses konstant und daher gleich ihrem Anfangswert {\displaystyle M_{r_{0}}} beim Radius {\displaystyle r_{0}}:
{\displaystyle {\frac {\mathrm {d} v}{\mathrm {d} t}}=-GM_{r_{0}}\cdot r^{-2}}
Multiplikation mit {\displaystyle v\mathrm {d} t=\mathrm {d} r} und anschließende Integration mit dem Anfangswert {\displaystyle v(r_{0})=0} liefert
{\displaystyle {\frac {v^{2}}{2}}=GM_{r_{0}}\cdot \left(r^{-1}-r_{0}^{-1}\right)}
{\displaystyle {\frac {\mathrm {d} r}{\mathrm {d} t}}=-{\sqrt {2GM_{r_{0}}\cdot \left(r^{-1}-r_{0}^{-1}\right)}}}
(denn zu einem positiven {\displaystyle \mathrm {d} t} gehört bei einem Kollaps natürlich ein negatives {\displaystyle \mathrm {d} r}). Separation der Variablen ergibt nun
{\displaystyle \mathrm {d} t=-{\sqrt {\frac {r_{0}}{2GM_{r_{0}}}}}\cdot {\sqrt {\frac {r}{r_{0}-r}}}\cdot \mathrm {d} r}
und die zweite Integration liefert (wie sich durch Ableiten leicht verifizieren lässt):
{\displaystyle t(r)={\sqrt {\frac {r_{0}^{3}}{2GM_{r_{0}}}}}\cdot \left({\sqrt {{\frac {r}{r_{0}}}\left(1-{\frac {r}{r_{0}}}\right)}}+\arccos {\sqrt {\frac {r}{r_{0}}}}\right)}
Der Klammerterm auf der rechten Seite strebt für {\displaystyle r\to 0} gegen {\displaystyle \arccos 0={\tfrac {\pi }{2}},} sodass sich für die Freifallzeit der Massenschale
{\displaystyle t_{\mathrm {ff} }=t(0)={\frac {\pi }{2}}\cdot {\sqrt {\frac {r_{0}^{3}}{2GM_{r_{0}}}}}}
ergibt. Einsetzen von {\displaystyle M_{r_{0}}={\tfrac {4\pi \rho r_{0}^{3}}{3}}} zeigt, dass {\displaystyle t_{\mathrm {ff} }} unabhängig von der Startposition {\displaystyle r_{0}} ist, sodass alle Teilchen zugleich im Zentrum ankommen:
{\displaystyle t_{\mathrm {ff} }={\frac {\pi }{2}}\cdot {\sqrt {\frac {r_{0}^{3}}{2G{\frac {4\pi \rho r_{0}^{3}}{3}}}}}={\sqrt {\frac {3\pi }{32G\rho }}}}
Man darf also für {\displaystyle r_{0}} auch den Sternradius {\displaystyle R} setzen, womit dann {\displaystyle M_{R}} zur Sternmasse {\displaystyle M} wird:
{\displaystyle t_{\mathrm {ff} }={\frac {\pi }{2}}\cdot {\sqrt {\frac {R^{3}}{2GM}}}={\sqrt {\frac {\pi ^{2}R^{3}}{8GM}}}}
Unter Berücksichtigung der Tatsache, dass eine Gaswolke nicht vollständig auf einen Punkt kollabiert, bevor die stellare Kernfusion zündet, kann man (statt bis ins Zentrum {\displaystyle r=0} zu integrieren) bei einem endlichen Radius {\displaystyle r_{f}>0} Halt machen. Obiges {\displaystyle t_{\mathrm {ff} }} bleibt trotzdem näherungsweise gültig, sofern {\displaystyle r_{f}\ll r_{0}} gilt.